# 사바나주

사바나주

사바나주(영어: Savannah Region)는 가나의 16개의 주 중 하나다. 2018년 12월 노던주에서 분리하기 위한 국민투표가 행해진 후 만들어졌다. 주도는 다몽고다.